# Brett Favre
Brett Lorenzo Favre (ur. 10 października 1969) – amerykański futbolista, członek Pro Football Hall of Fame. Występował w NFL w latach 1991–2010 w drużynach Atlanta Falcons, Green Bay Packers, New York Jets i Minnesota Vikings.

## Przebieg kariery
Favre studiował na University of Southern Mississippi, broniąc barw drużyny uniwersyteckiej Southern Miss Golden Eagles, w której zadebiutował 19 września 1987. W 1991 został wybrany w drugiej rundzie draftu przez Atlanta Falcons. W 1992 przeszedł do Green Bay Packers, a pięć lat później poprowadził zespół do pierwszego od 29 lat zwycięstwa w Super Bowl. Jako zawodnik Packers dziesięć razy wystąpił w Pro Bowl i trzykrotnie został wybrany najbardziej wartościowym zawodnikiem w NFL. W latach 2009–2010 grał w Minnesota Vikings.
Podczas swojej kariery ustanowił rekord NFL, wykonując 506 podań, które kończyły się przyłożeniem. Rekord Favre’a został pobity w 2014 przez Peytona Manninga.

## Uhonorowanie
W 2015 klub Green Bay Packers zastrzegł numer 4, z którym Favre występował. Rok później został uhonorowany członkostwem w Pro Football Hall of Fame.